# Zinkbromid
Zinkbromid ist eine chemische Verbindung, die vor allem bei der Elektrolyse und in der Ölindustrie verwendet wird. Es ist das Bromid des Zinks.

## Gewinnung und Darstellung
Zinkbromid kann durch Reaktion von Zink mit Brom gewonnen werden.
{\displaystyle \mathrm {Br_{2}+Zn\longrightarrow ZnBr_{2}} }
Weitere Möglichkeiten sind die Reaktion von Bariumbromid mit Zinksulfat (wobei auch Bariumsulfat entsteht) oder die Reaktion von Bromwasserstoff mit Zink:
{\displaystyle \mathrm {BaBr_{2}+ZnSO_{4}\longrightarrow BaSO_{4}+ZnBr_{2}} }
{\displaystyle \mathrm {Zn+2\ HBr\longrightarrow ZnBr_{2}+H_{2}} }

## Chemische Eigenschaften
Zinkbromid ist ein weißer, fast geruchloser, sehr hygroskopischer Feststoff und eine Lewis-Säure. Unterhalb
von 37 °C kristallisiert aus wässriger Lösung das Dihydrat ZnBr2·2H2O aus. Die reale Struktur des Dihydrates ist Zn(H2O)6Zn2Br6, wobei im Zn2Br62−-Anion die beiden Zinkatome über Bromatome verbunden sind.

## Verwendung
Zinkbromid wird weiterhin als Zusatzstoff in Flussmitteln für Lötungen und zur Herstellung von zinkorganischen Verbindungen (Zinkorganyle) per Elektrolyse eingesetzt. In der Medizin kann es als Sedativum eingesetzt werden.
In Zink-Brom-Akkumulatoren ist Zinkbromid der Elektrolyt.
Zinkbromid  wird häufig in Schulversuchen bei der Demonstration der chemischen Grundlagen der Elektrolyse oder von Batterien oder Akkumulatoren verwendet.
Der Hauptteil des erzeugten Zinkbromids wird bei Tiefsee-Ölbohrungen als Bestandteil von Verdrängungs- und Reaktionsflüssigkeit verwendet. 

## Sicherheitshinweise
Zinkbromid wirkt ätzend und korrodierend auf Metalle.